# 秘鲁共产党
秘鲁共产党（西班牙語：Partido Comunista Peruano），简称秘共（PCP），是秘鲁的一个共产主义政党。它成立于1928年4月9日，创始人是何塞·卡洛斯·马里亚特吉。该党在秘鲁总工会里有强大的影响力。
秘鲁共产党常常被称之为秘鲁共产党（团结）（因为该党的机关报名为《团结》），以区别于其他也以“秘鲁共产党”为名的政党，如秘鲁共产党—红色祖国、秘鲁共产党 (光辉道路)。

## 历史
1928年10月7日，何塞·卡洛斯·马里亚特吉建立秘鲁社会党。1930年，该党加入共产国际，并于同年5月20日改名为秘鲁共产党。该党成立初期，积极领导工人和农民运动。1945年，为参加选举，一度改名为社会主义先锋党。
1946年—1948年，该党得到较大发展，成员数一度达到4.3万。1948年，该党被秘鲁当局宣布为非法政党。1964年，萨图尔尼诺·帕雷德斯等人脱党另立秘鲁共产党—红旗。
1968年10月，贝拉斯科军政府上台，推行改良主义路线。1969年3月，该党召开第五次代表大会，提出支持军政府的政策，认为其改革是一次具有反帝、反寡头、带有反资本主义倾向的革命。
1978年，原秘鲁共产党政治委员会委员文图拉·塞加拉等人脱党建立“秘鲁共产党—多数”。1979年，该党召开第七次代表大会，对先前支持军政府的立场作出自我批评，提出现阶段的主要任务是争取建立一个人民的、反帝的、迈向社会主义的政府。
1980年9月，该党与人民民主团结、革命左翼联盟、革命社会党、革命共产党、工农学生和人民阵线等党派组成“联合左翼”联盟，参加1980年秘鲁大选。
该党主张完成反帝、反寡头的民族民主革命，为实现社会主义奠定基础。在国际事务上，该党认为美帝国主义是世界人民的主要敌人，提倡不结盟政策。